# 中村廉平
中村 廉平（なかむら れんぺい）は武蔵野大学法学部教授、立教大学法学部兼任講師。

## 略歴
商工組合中央金庫（商工中金）法務室長、組織金融部担当部長、審査第一部担当部長を経て現職。また事業再生研究機構理事、事業再生実務家協会専務理事 、ABL協会理事、司法協会評議員などを歴任。
ABL（アセット・ベースト・レンディング）、DDS（デット・デット・スワップ）、償還条件付DES（デット・エクイティ・スワップ）、停止条件付連帯保証、東日本大震災における被災事業者のための二重ローン対策など、中小企業金融における新しいスキームを先駆的に提唱し、実践している。これまでに多数の論文を専門誌に発表しているほか、官公庁・公益団体・大学等主催の講演も精力的に行っており、このような業績は「金融フロンティア」とも評されている。
最近では、日本商工会議所と全国銀行協会が共同事務局となって策定された「経営者保証ガイドライン」（2014年適用開始）の研究会委員として、企業経営者に対する発信が多く見られる。